# Bengt-Erik Johansson
Bengt-Erik Johansson, född 1964, är en svensk tidigare handbollsspelare, målvakt.

## Karriär
Johansson spelade som målvakt 202 matcher för HK Drott. Främsta meriten tog han när laget blev svenska mästare säsongen 1993/1994. Efter elitkarriären i HK  Drott spelade Johansson under sex eller sju säsonger för Anderstorp SK. Han spelade 207 matcher för klubben.

## Efter karriären
Johansson är verkställande direktör på Bendt Bil AB. Han utsågs 2009 till Årets Marknadsförare i Halland samt 2010 till årets företagare i Halmstad. och Halland. Företaget har sponsrat HK Drott och Anderstorps SK.

## Klubbar
- Bodens BK (moderklubb)
- HK Drott
- Anderstorp SK (sex eller sju säsonger, efter HK Drott)

### Fotnoter
1. ↑   HK Drott 75 år. 2011. sid. 220
2. ↑  ”Herrlagsstatistik”. Anderstorp SK. https://www.ask-handboll.com/askhandboll-herr-a/sida/61366/herrlagsstatistik. Läst 7 november 2019.
3. ↑  Årets Halmstads näringsliv 2010-09-14: Företagare utsedd